# Ischnocnemis luteicollis
Ischnocnemis luteicollis är en skalbaggsart som först beskrevs av Bates 1885.  Ischnocnemis luteicollis ingår i släktet Ischnocnemis och familjen långhorningar. Inga underarter finns listade i Catalogue of Life.